# Тімо Таммемаа
Тімо Таммемаа (Timo Tammemaa; нар. 18 листопада 1991, Курессааре) — естонський волейболіст, який нині виступає за німецький волейбольний клуб «Берлін Рециклінг Воллейс». Гравець національної збірної Естонії.

## Життєпис
Народжений 18 листопада 1991 року в Курессааре.
За час своєї кар'єри грав за естонські клуби «Селвер» (Таллінн), «Pärnu Võrkpalliklubi», французькі «Spacer's de Toulouse VB» (Тулуза) і «Тур», бельгійський «Маасейк», польський «Ресовія» (Ряшів). Гравець національної збірної Естонії.
Висота стрибка в нападі — 365 см, маса — 93 кг, зріст — 205 см (за іншими даними — 204 см).

### Досягнення
- чемпіон Естонії 2009, 2010, 2011, 2013, 2015[7].